# Mutãs
Mutãs é um distrito municipal de Guanambi, no estado da Bahia. De acordo com o Instituto Brasileiro de Geografia e Estatística (IBGE), sua população no ano de 2010 era de 5.000 habitantes, totalizando 5,8% da população do município se tornando o maior distrito anexo á sede. Possui 50,4% homens e 49,6% mulheres e um total de 3 017 domicílios particulares e coletivos.

O distrito se chamava inicialmente de Itaguassu, nome este atribuído em sua criação quando foi anexado ao município de Guanambi pela Lei Estadual n.º 2.133/1929.  Anos depois, pelo Decreto-lei Estadual n.º 141/1943, confirmado pelo Decreto Estadual n.º 12.978/1944 o distrito tomou a denominação de Mutans, que posteriormente através da Lei Estadual n.º 628/1953 passou a grafar 'Mutãs'.